# Iván Castillo
Iván Sabino Castillo Salinas (Coripata, 11 luglio 1970) è un ex calciatore boliviano, di ruolo difensore.

## Carriera

### Club
Ha giocato per la maggior parte della sua carriera nel Club Bolívar, con un'esperienza in Argentina, al Gimnasia (J).

### Nazionale
Debutta con la Nazionale di calcio boliviana nel 1993, giocandovi fino al 2000, totalizzando 36 presenze.